# Вильфаньян (кантон)
Вильфанья́н (фр. Villefagnan) — кантон во Франции, находится в регионе Пуату — Шаранта, департамент Шаранта. Входит в состав округа Конфолан.
Код INSEE кантона — 1629. Всего в кантон Вильфаньян входят 20 коммун, из них главной коммуной является Вильфаньян.
Население кантона на 2007 год составляло 5 670 человек.
Коммуны кантона:
- Ампюре
- Бернак
- Брет
- Вилье-ле-Ру
- Вильфаньян
- Курком
- Ла-Мадлен
- Ла-Фей
- Ла-Форе-де-Тессе
- Ла-Шеврери
- Лонгре
- Лондиньи
- Монжан
- Пезе-Нодуэн-Амбури
- Ре
- Саль-де-Вильфаньян
- Сен-Мартен-дю-Клоше
- Сувинье
- Тей-Рабье
- Тюзи